# Siedlung Lindenhof

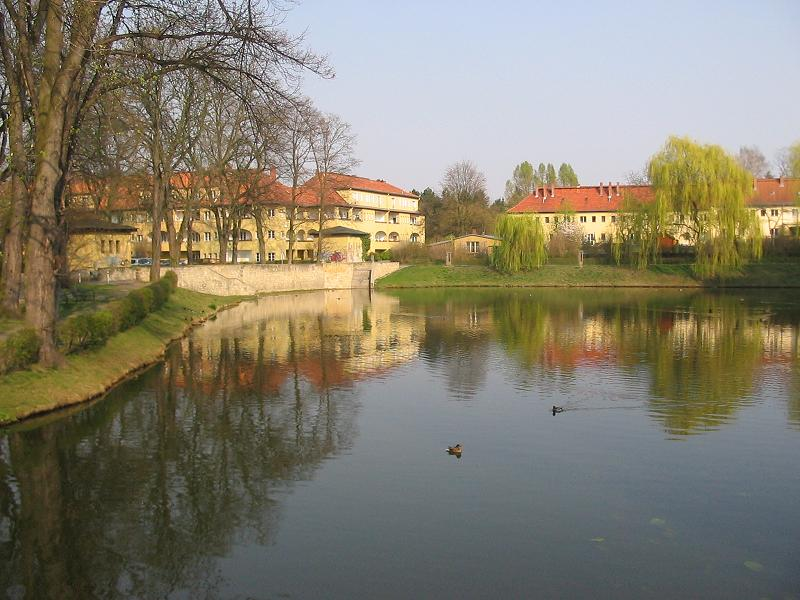
Siedlung Lindenhof

Siedlung Lindenhof är ett bostadsområde i Schöneberg i södra Berlin som byggdes under 1920-talet under ledning av Martin Wagner, med medverkan från bland andra Bruno Taut. Området är skapat utifrån trädgårdsstaden och var en föregångare i Tyskland. Den kännetecknades genom sina gemenskapsutrymmen och de till lägenheterna tillhörande trädgårdarna för självförsörjning.
Byggherre var fram till 1920 den självständiga staden Schöneberg som sedan gick upp i Berlin som ett stadsdelsområde. Under andra världskriget förstördes nästan 80 procent av området, det byggdes delvis upp. De trädgårdar som tidigare fanns försvann och istället byggdes bostäder. Under 1970-talet följde höghus i området.